# François-Daniel Reisseissen
François-Daniel Reisseissen, né le 31 juillet 1773 à Strasbourg et mort dans la même ville le 22 mai 1828, est un médecin anatomiste, un professeur de médecine et un philanthrope strasbourgeois qui a laissé son nom au muscle bronchique (« muscle de Reisseissen »).

## Biographie
Issu d'une famille patricienne originaire du sud Palatinat qui se fixa à Strasbourg vers 1530, fils unique de Marguerite-Salomé Metzler et de Jean-Daniel Reisseissen (1735-1817), professeur de droit public et descendant du dernier seigneur de Furdenheim, François Reisseissen est né à Strasbourg le 31 juillet 1773. Il se forme au Gymnase Jean-Sturm où il suit notamment les cours de philosophie du pasteur Jean Laurent Blessig. Engagé dans un bataillon de volontaires strasbourgeois en 1793, il est fait prisonnier et doit sa libération au baron Bernard-Frédéric de Turckheim, alors en exil à Erlangen.
Le 12 décembre 1810 il est nommé médecin de l'Hospice des enfants trouvés, succédant au professeur Jean-Jacques Spielmann (1745-1810).
Le 10 mars 1803, à l'issue de ses études de médecine, il soutient une thèse intitulée, De pulmonis structura, qui remporte l'année suivante le prix de l'Académie des sciences naturelles de Berlin pour le meilleur essai sur la structure et les fonctions des poumons, en concurrence avec le mémoire de Samuel Thomas von Sömmering.

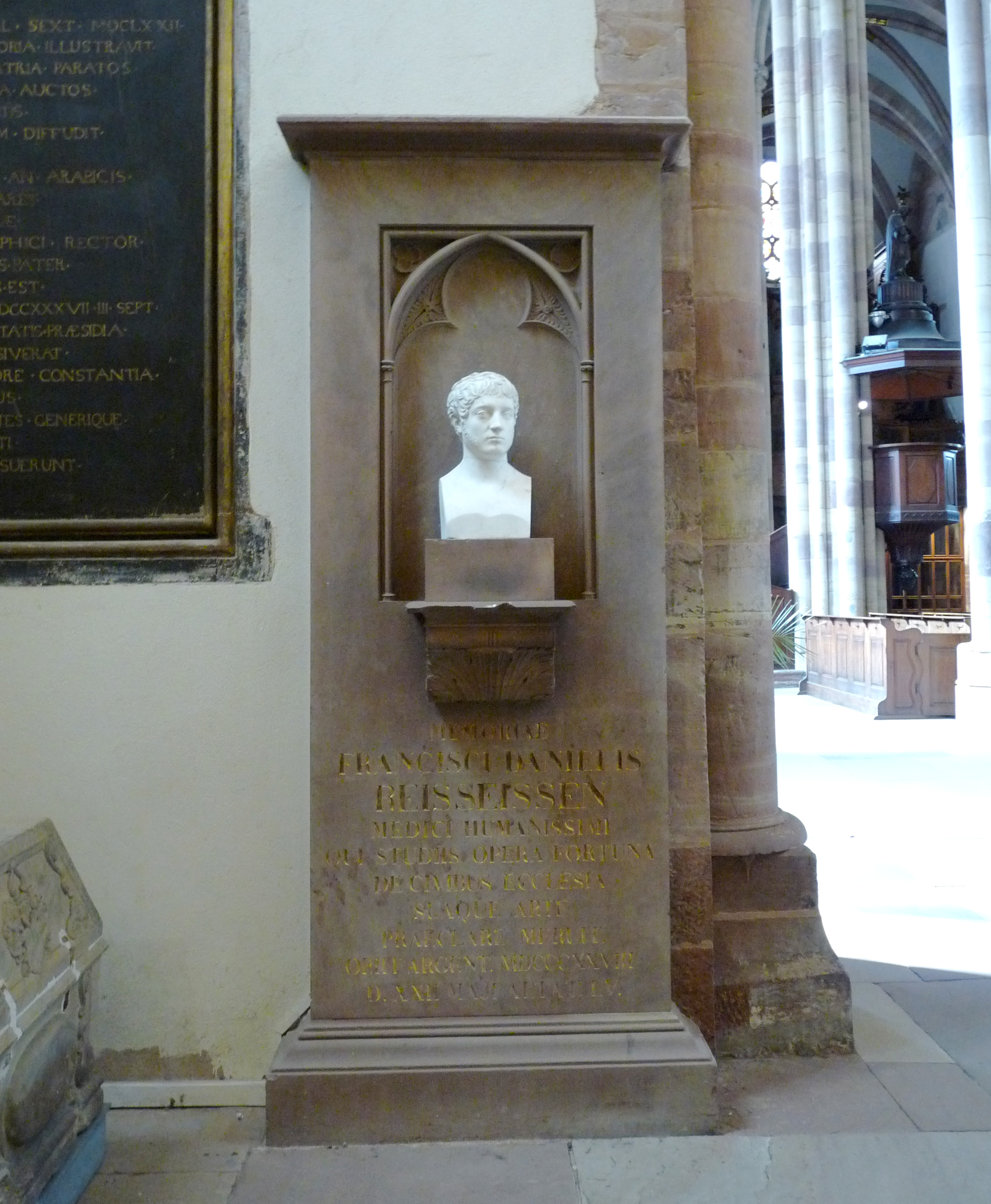
Monument funéraire à l'église Saint-Thomas de Strasbourg.

Il consacre ses travaux de recherche aux fibres musculaires des petites bronches, responsables du spasme bronchique.
En 1816, il est l'un des fondateurs de l'éphémère Société libre de médecine de Strasbourg.
Souffrant, il rédige son testament le 15 mars 1828, au profit d'œuvres à Furdenheim et à Strasbourg, et meurt le 22 mai 1828 à Strasbourg.
Son monument funéraire, qui comprend un buste en marbre du sculpteur Landolin Ohmacht sur fond d'architecture gothique, se trouve à l'église Saint-Thomas de Strasbourg.
François-Daniel Reisseissen resta célibataire. Il était chevalier de la Légion d'honneur.

## Œuvres
- (la) De pulmonis structura [specimen inaugurale consensu scholae medicae argentoratensis pro gradu medicinae doctoris die IV. intercalari proponit], Argentorati : [s.n.], a. reip. XI [1803], J. H. Silbermann, 1 vol. (42-[1] p.) : ill. ; 25 cm.

- (de) Über die Structur, die Verrichtung, und den Gebrauch der Lungen, Berlin, 1808.

- (de) Über den Bau der Lungen, August Rücker, 1822.

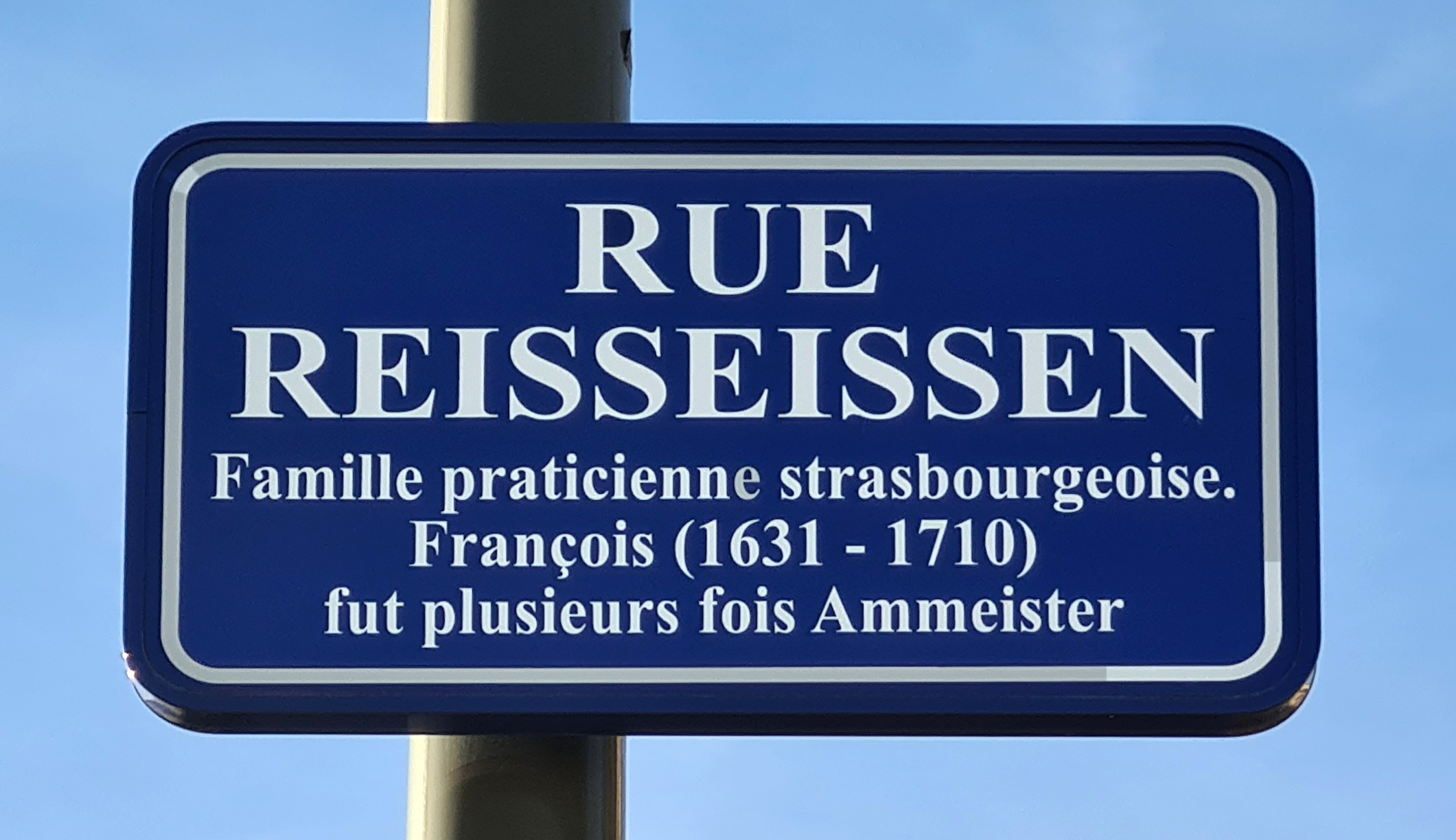
Plaque de rue à la Robertsau.

## Éponymie
- Muscle de Reisseissen [10]: muscle lisse entourant les voies aériennes bronchiques.

## Hommage
Une rue porte le nom de la famille à Strasbourg, dans le quartier de la Robertsau.